# Aleksei Tammiste
Aleksei Tammiste (Türi, 3 november 1942) is een gepensioneerde Estisch professioneel basketbalspeler die uitkwam voor het nationale team van de Sovjet-Unie. Hij kreeg de onderscheiding Orde van het Estische Rode Kruis.

## Carrière
Tammiste speelde van 1963 tot 1965 voor Tartu EMT. In 1965 verhuisde hij naar Kalev Tallinn. In 1968 stapte hij over naar TRÜ. In 1977 ging hij naar naar Harju KEK. Met deze clubs werd hij in totaal tien keer Landskampioen van Estland in 1967, 1968, 1969, 1970, 1972, 1973, 1975, 1976, 1977 en 1979. Met de Estische SSR werd hij tweede om het landskampioenschap van de Sovjet-Unie in 1967 en derde in 1971 om de Spartakiade van de Volkeren van de USSR. Met het nationale team van de Sovjet-Unie won Tammiste goud op de Europese kampioenschappen in 1971.

## Erelijst
- Landskampioen Sovjet-Unie:
  - Tweede: 1967
- Landskampioen Estland: 10
  - Winnaar: 1967, 1968, 1969, 1970, 1972, 1973, 1975, 1976, 1977, 1979
- Europees kampioenschap: 1
  - Goud: 1971
- Spartakiade van de Volkeren van de USSR:
  - Tweede: 1967
  - Derde: 1971